# Naturschutzgebiet Felsbastion Hollenhaus
Das Naturschutzgebiet Felsbastion Hollenhaus mit einer Größe von 3,4 ha liegt zwischen Osterwald und Bödefeld im Stadtgebiet von Schmallenberg. Das Gebiet wurde 2008 mit dem Landschaftsplan Schmallenberg Südost durch den Hochsauerlandkreis als Naturschutzgebiet (NSG) ausgewiesen.

## Gebietsbeschreibung
Beim NSG handelt es sich um einen Schluchtwald am Osthang des Nonnensteins. Der Bereich ist mit Rotbuchen und Ahorn bestockt. Randlich geht der Schluchtwald in einen reinen Buchenwald über. Der Felsen Hollenhaus hat eine Höhe von bis zu 30 m. Am Felsen ist klettern verboten, da sich am Felsen eine besonders artenreiche Flechten- und Moosvegetation befindet. An einigen Felsvorsprüngen wächst eine Felsfarnvegetation. Teile des heutigen NSG wurden bis in die 1950er Jahre als Ziegenhude vom Dorf Bödefeld genutzt. Bis in die 1950er brütete der Wanderfalke am Hollenhaus-Felsen, der damals noch frei stand. Im NSG kommen seltene Tier- und Pflanzenarten vor.

## Pflanzenarten im NSG
Im NSG kommen seltene Tier- und Pflanzenarten vor. Auswahl durch das Landesamt für Natur, Umwelt und Verbraucherschutz Nordrhein-Westfalen dokumentierter Pflanzenarten: Berg-Ahorn, Fünfzähniges Ungleichlappenmoos, Gegenblättriges Milzkraut, Gelbfrüchtige Schwefelflechte, Gemeines Kurzbüchsenmoos, Gewöhnliche Krätzeflechte, Gewöhnlicher Tüpfelfarn, Gewöhnliches Gabelzahnmoos, Glänzendes Plattmoos, Hain-Spatenmoos, Hallers Apfelmoos, Hellstreifiges Doppelblattmoos, Pappel-Kurzbüchsenmoos, Punktiertes Wurzelsternmoos, Rotbuche, Samt-Kurzbüchsenmoos, Schriftflechte, Schwanenhals-Sternmoos, Schönes Frauenhaarmoos, Spitzblättriges Schönschnabelmoos, Verschiedenblättriges Kammkelchmoos, Verschiedenblättriges Schönschnabelmoos, Vielfrüchtiger Hundszahn, Weiße Hainsimse, Wildes Silberblatt und Zypressenschlafmoos.

## Schutzzweck
Das NSG soll das Waldgebiet mit Felsen und seinem Arteninventar schützen.
Wie bei allen Naturschutzgebieten in Deutschland wurde in der Schutzausweisung darauf hingewiesen, dass das Gebiet „wegen der Seltenheit, besonderen Eigenart und Schönheit des Gebietes“ zum Naturschutzgebiet wurde.